# Distoleon gafsanus
Distoleon gafsanus är en insektsart som först beskrevs av Navás 1921.  Distoleon gafsanus ingår i släktet Distoleon och familjen myrlejonsländor. Inga underarter finns listade i Catalogue of Life.